# Комптон, Генри, 1-й барон Комптон
Сэр Генри Комптон (англ. Sir Henry Compton; 14 июля 1544 — 10 декабря 1589) — английский аристократ, 1-й барон Комптон с 1572 года.

## Биография
Генри Комптон принадлежал к рыцарскому роду из Уорикшира. Он родился в 1544 году и стал посмертным сыном Петера Комптона от брака с Энн Толбот. По отцу Генри был внуком сэра Уильяма Комптона, одного из приближённых Генриха VIII. Его опекуном стал второй муж матери Уильям Герберт, 1-й граф Пембрук. Комптон изучал право в Грейс-Инн, в 1563 году благодаря помощи отчима получил место в Палате общин, но в работе парламента практически не участвовал. В 1567 году фаворит королевы Елизаветы I Роберт Дадли, граф Лестер, посвятил Комптона в рыцари в Арундел-хаусе.
В 1571—1572 годах сэр Генри занимал должность верховного шерифа Уорикшира. В 1572 году он получил титул барона Комптона, в том же году сопровождал королеву в её поездке в Уорик, а в 1578 принимал её у себя в Тоттенхэме. В 1586 году барон был в числе судей, вынесших смертный приговор Марии Стюарт. Известно, что в 1588 году, когда к берегам Англии приближалась испанская «Непобедимая армада», он должен был привести в столицу отряд лёгкой конницы. Комптон умер 10 декабря 1589 года в возрасте 45 лет.
Один из источников называет сэра Генри «человеком большого ума и твёрдых суждений». Тем не менее у исследователей нет чёткого понимания причин его возвышения при Елизавете, которая очень неохотно создавала новые титулы. В нескольких официальных документах Комптон фигурирует как католик, и с католиками была связана его вторая жена, но при этом лояльность барона короне, по-видимому, не подвергалась сомнению.
Сэр Генри был женат дважды: на Фрэнсис Гастингс (дочери Фрэнсиса Гастингса, 2-го графа Хантингдона, и Кэтрин Поул) и на Энн Спенсер (дочери сэра Джона Спенсера и Кэтрин Китсон, вдове Уильяма Стэнли, 3-го барона Монтигла). В этих браках родились:
- Уильям (приблизительно 1568—1630), 2-й барон Комптон и 1-й граф Нортгемптон (от первой жены)[1];
- Маргарет, жена Генри Мордаунта, 4-го барона Мордаунта (от первой жены)[2];
- Томас (умер в 1626), рыцарь Бани (по разным данным, от первой[3] или второй[1] жены);
- Генри (от второй жены)[1].

Вдова барона в 1592 году вышла замуж во второй раз — за Роберта Сэквилла, 2-го графа Дорсета.